# Estriol
El estriol es un metabolito del estradiol. Pertenece a la categoría de hormonas sexuales, subcategoría de los estrógenos. Se ha aislado un isómero 16beta a partir de la orina de mujeres embarazadas. 

## Antecedentes
Las principales hormonas estrogénicas son el 17β-estradiol y la estrona, sin embargo, existen en la circulación sanguínea cantidades apreciables de estriol que deriva del metabolismo del estradiol y la estrona, pero con una actividad biológica mucho menor. Durante el embarazo, el estriol es excretado por la orina en cantidades 1000 veces mayores que en estado de no embarazo, aunque es de notarse que esta cantidad es mayor si se compara con la tasa de excreción de estrona y estradiol.

## Síntesis

Esteroidogénesis humana, mostrando al estriol abajo a la derecha.

El estradiol es una hormona que se secreta mayoritariamente en el ovario durante el embarazo y hay más secreción de la sustancia en la placenta. La formación del estriol placentario depende de la formación de un precursor enzimático que se crea en las glándulas suprarrenales y que es modificado estructuralmente en el hígado fetal que al pasar a la placenta promueve la formación de estriol.
La placenta humana produce pregnenolona y progesterona del colesterol circulante. La pregnenolona es convertida en las glándulas suprarrenales fetales a dehidroepiandrosterona (DHEA), un esteroide C19, posteriormente este es sulfonado a sulfato de dehidroepiandrosterona (DHEAS). DHEAS es convertido en sulfato de 16-hidroxidehidroepiandrosterona (16-OH DHEAS) en el hígado fetal. La placenta convierte el 16-OH DHEAS en estriol, y es el sitio predominante de la síntesis de estriol.

## Importancia biomédica
Los niveles en sangre de estriol se conoce como estriolemia, mientras que los niveles en orina son llamados estrioluria. Ambos niveles constituyen un índice informativo sobre la condición de la placenta y del feto en el útero. Estos niveles se incrementan de manera progresiva durante el embarazo y al finalizar la gestación llegan al pico más alto. El control del estriol urinario desde la segunda mitad de la gestación hasta el final de la misma permite un análisis bioquímico que favorezca detectar y diagnosticar algún tipo de problema como sufrimiento fetal o una insuficiencia placentaria.

## Examen de valoración del estriol
La valoración de la concentración de estriol en orina al cabo de las 24 horas así como también en sangre. Se considera el análisis en sangre como la más precisa determinación de estriol porque sus variaciones son menores que las de orina. 

### Valores en orina
Los valores en orina del estriol van en rápido aumento a partir de la cuarto mes de gestación y llegan a sus niveles más altos (pico) al finalizar el embarazo. Véase la tabla siguiente:
| Mes de embarazo | Estriol en orina (mg/ml) |
| --------------- | ------------------------ |
| 6.o mes         | 5.0-13.0 mg/24 horas     |
| 7.o mes         | 6.0-18.0 mg/24 horas     |
| 8.o mes         | 8.0-25.0 mg/24 horas     |
| 9.o mes         | 15.0-35.0 mg/24 horas    |

### Valores en sangre
| Semanas de embarazo | Estriol en sangre (mg/ml) |
| ------------------- | ------------------------- |
| 24.a                | 3.0-8.1                   |
| 26.a                | 3.0-9.2                   |
| 28.a                | 3.2-10.9                  |
| 30.a                | 3.6-13.2                  |
| 32.a                | 4.2-15.4                  |
| 34.a                | 5.0-17.8                  |
| 36.a                | 5.8-20.5                  |
| 38.a                | 6.8-26.0                  |
| 40.a                | 9.5-28.0                  |

A diferencia del análisis urinario de estradiol, los valores en sangre tienen poca variación cuantitativamente entre el valor menor y el mayor en una semana dada. Puede observarse que los valores van en incremento conforme pasan las semanas.

## Periodicidad de los análisis
Es importante notar que, en virtud de las variabilidades individuales de cada mujer, deben hacerse varios de estos exámenes consecutivos secuenciales con la finalidad de obtener una información que se acerque los resultados más correctos y precisos.